# 艾華路·莫迪
艾華路·安東尼奧·加西亞·佩雷斯（1975年2月23日—），藝名艾華路·莫迪（西班牙語：Álvaro Morte），是一位西班牙男演員。他因在電視劇集《紙房子》中飾演主要角色“教授”而享譽國際。

## 早年生活
艾華路·安東尼奧·加西亞·佩雷斯在1975年2月23日出生於西班牙安達魯西亞加的斯省的阿尔赫西拉斯，不久後與家人搬到哥多華省的布哈兰塞。
加西亞·佩雷斯最初攻讀电子工程學位，1999年從科爾多瓦戲劇藝術高等學院（西班牙語：Escuela Superior de Arte Dramático de Córdoba）畢業後轉而發展戲劇藝術；他隨後在芬兰坦佩雷大學攻讀研究生。在芬蘭逗留一段時間後，他回到西班牙並定居在马德里。在33歲時，他被診斷出左大腿有癌性腫瘤，但他最終戰勝了這個疾病。

## 職業生涯

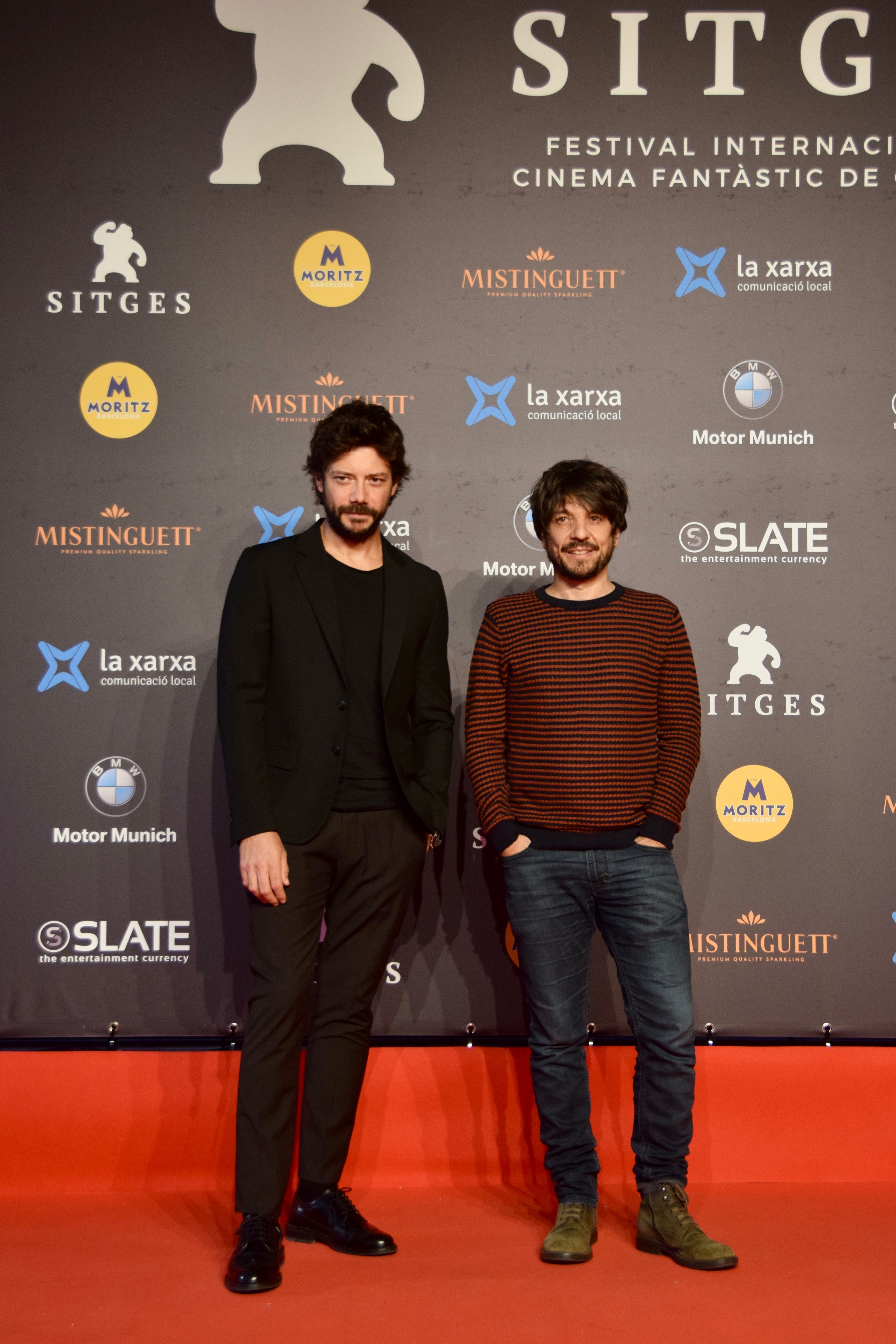
莫迪與奧瑞歐·保羅在2018年錫切斯電影節上

莫迪在西班牙電視劇集《醫務中心》中飾演一個小角色，開始了他的演藝生涯。他從2007年到2008年在電視劇集《25樓》（西班牙語：Planta 25）中飾演他的第一個主要角色——名叫雷（西班牙語：Ray）的司機，該劇集在西班牙的一些地方電視廣播公司播出。他隨後在西班牙電視劇集《女土匪》中飾演阿道夫·卡斯蒂略（西班牙語：Adolfo Castillo），並在肥皂剧《亂世相愛》中飾演加布里埃爾·阿雷塔（西班牙語：Gabriel Areta）。
莫迪在一部關於民俗歌手罗拉·弗洛雷斯的传记片《法蘭明歌女王：羅拉》（西班牙語：Lola, la película）（2007年）中飾演一個配角——一名鬥牛士，主角的情人。
除了演戲之外，莫迪還擁有一家成立於2012年，名為的劇團。
莫迪於2014年至2017年加入長篇電視劇集《舊橋的秘密》的演員陣容，飾演一名小鎮醫生盧卡斯·米勒（西班牙語：Lucas Moliner）。
離開《舊橋的秘密》的拍攝後，莫迪開始在電視劇集《紙房子》中飾演主要角色賽吉歐·“教授”·馬奇納。劇集第一季於2017年在Antena 3上播出。他因對這個角色——劇集核心搶劫情節背後一絲不苟的犯罪策劃者——的刻畫而受到高度讚揚，他與劇集一起享譽國際。2017年底，Netflix收購劇集並在其平台上全球發行，劇集最終季的第二部分於2021年12月播出。
莫迪在Netflix電影《幻象》（2018年）中飾演戴維·奧提斯（西班牙語：David Ortiz），這是他的第一個故事片主要角色。
莫迪在2019年的Movistar+電視劇集《碼頭》中飾演奧斯卡（西班牙語：Óscar），一個分別與兩個不同的女人同居而過著雙重生活的男人。他在2019年12月被宣佈加入亞馬遜影片電視劇集《時光之輪》的演員陣容飾演洛根·亞伯拉（英語：Logain Ablar），該劇集改編自同名史詩奇幻小說。
2021年4月，莫迪被宣佈在迷你劇《Boundless》中飾演胡安·塞巴斯蒂安·埃尔卡诺。

## 作品列表
| † | 表示尚未發行的作品 |

### 電影
| 年份 | 標題                                  | 角色                        | 附註             | 來源   |
| ---- | ------------------------------------- | --------------------------- | ---------------- | ------ |
| 2007 | 《法蘭明歌女王：羅拉》 （西班牙語：Lola, la película） | 拉斐爾·托雷斯（西班牙語：Rafael Torres） |                  | [ 12 ] |
| 2018 | 《幻象》                              | 戴維·奧提斯（西班牙語：David Ortiz）   |                  | [ 23 ] |
| 2018 | 《小腳怪》                            | 呱吉（英語：Gwangi）              | 歐洲西班牙語配音 | [ 24 ] |
| 2022 | 《遺屍物》                            | 馬里奧（西班牙語：Mario）        |                  | [ 25 ] |
| 2022 | 《La pesadilla》                      | Gabriel                     |                  |        |
| 2024 | 《鬼聖胎》                            | Father Sal Tedeschi         |                  |        |

### 電視
| 年份       | 標題                                          | 角色                                        | 附註                                  | 來源   |
| ---------- | --------------------------------------------- | ------------------------------------------- | ------------------------------------- | ------ |
| 2002       | 《醫務中心》                                  | 潛水員（西班牙語：Buzo）／ 消防員（西班牙語：Bombero） | 2集                                   |        |
| 2002       | 《警察，在街道的中心》                        | －                                          | 3集                                   |        |
| 2007－2008 | 《25樓》 （西班牙語：Planta 25）                       | 雷                            | 主要角色；64集                        |        |
| 2008       | 《阿依達》                                    | 加油站老闆（西班牙語：Jefe Gasolinera）                    | 單集：“Lleno, por favor”              |        |
| 2009       | 《讓我們看看我是否到達那裡！》 （西班牙語：¡A ver si llego!） | 巴勃羅（西班牙語：Pablo）                        | 6集                                   |        |
| 2009－2010 | 《告訴我怎麼回事》                            | 東尼奧（西班牙語：Toño）                        | 4集                                   |        |
| 2010       | 《黃金女郎》 （西班牙語：Las chicas de oro）                   | －                                          | 單集：“Un lecho de rosas”             |        |
| 2012       | 《伊莎貝拉一世》                              | 吉隆的士兵（西班牙語：Soldado de Girón）                    | 單集：“La negociación”                |        |
| 2012       | 《水的記憶》 （西班牙語：La memoria del agua）                   | 米格爾·蘇亞雷斯·托羅（西班牙語：Miguel Suárez Toro）          | 迷你劇；2集                           |        |
| 2012－2013 | 《女土匪》                                    | 阿道夫·卡斯蒂略（西班牙語：Adolfo Castillo）               | 14集                                  |        |
| 2014       | 《歡迎來到洛麗塔》                            | 旁白                                        | 迷你劇；4集                           |        |
| 2014       | 《王子區》                                    | 弩兵（西班牙語：Ballesteros）                          | 單集：“Haz lo que tengas que hacer”   |        |
| 2014       | 《維克多·羅斯》                               | 多納托·維格爾（西班牙語：Donato Vergel）                 | 單集：“El misterio de la Casa Aranda” |        |
| 2014       | 《亂世相愛》                                  | 加布里埃爾·阿雷塔（西班牙語：Gabriel Areta）             | 主要角色；90集                        |        |
| 2014－2017 | 《舊橋的秘密》                                | 盧卡斯·米勒（西班牙語：Lucas Moliner）                   | 主要角色；92集                        |        |
| 2017－2021 | 《紙房子》                                    | 賽吉歐·“教授”·馬奇納                        | 主要角色；41集                        |        |
| 2019－2020 | 《碼頭》                                      | 奧斯卡（西班牙語：Óscar）                        | 主要角色；16集                        |        |
| 2020       | 《最後一場演出》                              | 他自己                                      | 單集：“Episode #1.5”                  | [ 26 ] |
| 2020       | 《極地暗殺》                                  | 拉蒙（西班牙語：Ramón）                          | 主要角色；6集                         |        |
| 2021       | 《時光之輪》                                  | 洛根·亞伯拉（英語：Logain Ablar）                       | 常設角色                              |        |
| 2022       | 《Boundless》                   | 胡安·塞巴斯蒂安·埃尔卡诺                    | 迷你劇；主角；6集                     | [ 27 ] |
| TBA        | 《睡不著的故事》                              | TBA                                         | 單集：“La pesadilla”                  | [ 28 ] |

## 獲獎和提名
| 年份 | 獎項             | 類別                                | 提名作品     | 結果 | 來源          |
| ---- | ---------------- | ----------------------------------- | ------------ | ---- | ------------- |
| 2018 | Zapping Awards   | 最佳男主角          | 《紙房子》   | 提名 | [ 29 ]        |
| 2018 | 西班牙演員聯盟獎 | 電視類最佳男主角 （西班牙語：Protagonista TV - Categoría Masculina）     | 《紙房子》   | 提名 | [ 30 ] [ 31 ] |
| 2018 | 費洛斯獎         | 最佳劇集男主角 （西班牙語：Mejor actor protagonista de una serie）       | 《紙房子》   | 提名 | [ 32 ]        |
| 2019 | 西班牙演員聯盟獎 | 電視類最佳男主角                    | 《紙房子》   | 獲獎 | [ 33 ]        |
| 2019 | 鳶尾花獎         | 最佳男主角 （西班牙語：Mejor Actor）           | 《紙房子》   | 獲獎 |               |
| 2020 | Zapping Awards   | 最佳男主角                          | 《紙房子》   | 獲獎 | [ 34 ]        |
| 2020 | 白金獎           | 最佳迷你劇或電視劇集男主角          | 《紙房子》   | 獲獎 | [ 35 ]        |
| 2020 | 銀影格獎         | 最佳電視男主角 （西班牙語：Mejor Actor de TV）       | 《紙房子》   | 獲獎 |               |
| 2020 | 費洛斯獎         | 最佳劇集男主角                      | 《紙房子》   | 提名 |               |
| 2021 | 白金獎           | 最佳迷你劇或電視劇集男主角          | 《紙房子》   | 提名 |               |
| 2021 | 波動獎           | 國家電視：最佳男主角 （西班牙語：Nacionales de televisión: Mejor actor） | 《紙房子》   | 獲獎 |               |
| 2022 | 西班牙演員聯盟獎 | 最佳國際製作男演員 （西班牙語：Mejor Actor en Producción Internacional）   | 《時光之輪》 | 提名 |               |
| 2022 | 銀影格獎         | 最佳電視男主角                      | 《紙房子》   | 提名 |               |

## 外部連結
- 艾華路·莫迪在互联网电影资料库（IMDb）上的資料（英文）
- 艾華路·莫迪在Enjoy Movie上的電影作品列表